# Neoperlops obscuripennis
Neoperlops obscuripennis är en bäcksländeart som beskrevs av Banks 1939. Neoperlops obscuripennis ingår i släktet Neoperlops och familjen jättebäcksländor. Inga underarter finns listade i Catalogue of Life.